# 天宫营乡
天宫营乡，是中华人民共和国河北省石家庄市辛集市下辖的一个乡镇级行政单位。

## 行政区划
天宫营乡下辖以下地区：
东天宫营村、西天宫营村、天宫村、王下村、徐古庄村、南庞村、南庞营村、南吕彩村、北吕彩村、北庞村、郭王宋村、东朗月村、西朗月村、河庄村、明了村、张家营村、吴王村、宿王宋村和张王宋村。